# Begonia cordifolia
Begonia cordifolia là một loài thực vật có hoa trong họ Thu hải đường. Loài này được (Wight) Thwaites mô tả khoa học đầu tiên năm 1859.